# Talbotiella gentii
Talbotiella gentii is een plantensoort uit de vlinderbloemenfamilie (Fabaceae). Het is een groenblijvende boom met een dichte, zware en spreidende kroon. De boom bereikt meestal een groeihoogte van 9 tot 18 meter. De stam is dik met een dunne bast. De boom heeft zoetgeurende roze-witte bloemen. De soort staat op de Rode Lijst van de IUCN geklasseerd als 'kritiek'.
De soort komt voor in Ghana. Hij groeit daar in droge soortenarme bossen met bladverliezende bomen, op rotsachtige grond. Deze bossen vormen een gordel tussen savanne en loofregenwoud.
De boom wordt uit het wild geoogst voor lokaal gebruik van het hout. Het hout wordt gebruikt voor de bouw van constructies.